# Pickering
Pour les articles homonymes, voir Pickering (homonymie).
Pickering est une ville canadienne de l'Ontario située dans la Municipalité régionale de Durham.

## Situation
Elle est située immédiatement à l'est de Toronto. Elle fait partie de la région du Grand Toronto.

## Économie
Sur le territoire de la ville se trouve la centrale nucléaire de Pickering.

## Personnalités liées à la ville
- Shawn Mendes y a passé son enfance. Sa famille y habite.
- Caroline M. Nichols Churchill, féministe américaine, y est née en 1833.
- Brayden Schnur, tennisman né en 1995.
- Cory Joseph, basketteur professionnel, y est née en 1991.
- Karl Polanyi y a vécu de 1950 à sa mort en 1963.

## Démographie
| 2001   | 2006   | 2011   | 2016   |
| ------ | ------ | ------ | ------ |
| 87 139 | 87 838 | 88 721 | 91 771 |